# Cultures (Lozère)
Cultures (okzitanisch: Cultura) ist eine französische Gemeinde mit 197 Einwohnern (Stand: 1. Januar 2022) im Département Lozère in der Region Okzitanien (vor 2016: Languedoc-Roussillon). Sie gehört zum Kanton Bourgs sur Colagne im Arrondissement Mende. Die Einwohner werden Culturois genannt.

## Geografie
Die Gemeinde Cultures liegt im Gévaudan als Teil des Zentralmassives am Fluss Lot, zehn Kilometer westsüdwestlich von Mende. Umgeben wird Cultures von den Nachbargemeinden Barjac im Norden und Osten sowie Esclanèdes im Süden und Westen.

## Bevölkerungsentwicklung
| Jahr                       | 1962 | 1968 | 1975 | 1982 | 1990 | 1999 | 2006 | 2014 | 2022 |
| -------------------------- | ---- | ---- | ---- | ---- | ---- | ---- | ---- | ---- | ---- |
| Einwohner                  | 83   | 69   | 70   | 79   | 105  | 107  | 120  | 151  | 197  |
| Quellen: Cassini und INSEE |      |      |      |      |      |      |      |      |      |

## Sehenswürdigkeiten
- Kirche Saint-Pierre-Saint-Paul